# 遠くで汽笛を聞きながら
「遠くで汽笛を聞きながら」（とおくできてきをききながら）は、1976年9月20日にリリースされたアリスの9枚目のシングル。

## 解説
アルバム『ALICE V』からの後発シングルカットのため、オリコンチャートでは51位となり、大きなヒットには恵まれなかったが、谷村新司は度々MCなどで「アリスにとってなくてはならない曲」「ずっと歌い続けていく」と語っているように、アリスとして、谷村、堀内孝雄両名がソロとしても歌い続けている、アリスの代表曲。ライブでの披露も数多く、ベスト・アルバムやコンピレーション・アルバムにも収録される頻度の高い楽曲となっている。
ジャケットには、電化前の奥羽本線・醍醐駅（秋田県横手市）の風景が掲載された。
シングル・アルバム『ALICE V』収録音源のリード・ギターは矢島賢。
1996年の第47回NHK紅白歌合戦では、ソロとして出演した堀内が歌唱。2005年の第56回NHK紅白歌合戦では、アリスによるメドレーの一曲として使われた。
2020年10月28日にMEG-CDで再発された。

## 収録曲
全曲作詞:谷村新司／編曲:篠原信彦

### SIDE 1
1. 遠くで汽笛を聞きながら
  - 作曲:堀内孝雄

### SIDE 2
1. もう二度と…
  - 作曲:谷村新司

## セルフカバー
- 谷村新司 - シングル「幸福-しあわせ-」のB面、アルバム「素描-Dessin-」（共に1986年）に収録。以降に発売されたベスト盤でもしばしば再録音されている。

## カバー
- MOGA THE \5 -  NAHTとのスプリット・アルバム『A STRANGE STROKE OF FATE』（2002年）に収録。パンクバンドによるカバー。
- つんく♂ - アルバム『V3〜青春カバー〜』（2005年）に収録。
- 大友康平 - アルバム『J-STANDARD 70's』（2008年）に収録。
- Chage - アルバム『Many Happy Returns』（2009年）に、谷村新司とのデュエットによるカバーを収録。
- 吉幾三 - 『あの頃の青春を詩う vol.3』（2016年）に収録。